# アイシンティルマーレ碧南
アイシンティルマーレ碧南は、愛知県碧南市を本拠地とする、アイシングループの男子バレーボールチームである。2025-26シーズンはV.LEAGUE MEN 西地区に所属。

## 概要
アイシン辰栄をチームの母体企業とし、アイシングループの従業員によってメンバーを構成。2020-21V.LEAGUEよりDIVISION3参入。
チーム名は、英語のTeal（碧色）とイタリア語Mare（海）を合わせた造語で、地元の碧海エリアに密着した企業チームを目指す願いを込めてつけられた。
また、チームマスコットのティルゴンはアイシン辰栄の辰と碧海の碧から「碧（あおい）竜」をイメージしたもの。

## 歴史
1965年（昭和40年）にアイシン精機バレーボール部として創部。2019年（平成31年）4月には活動母体をアイシン辰栄に移管し、アイシンティルマーレとなった。
地域リーグに参加し、2018年、第8回全国6人制総合優勝大会で3位。2019年、第9回大会で準優勝。
2019年7月、V.LEAGUE昇格に向け、ホームページを開設。同時に、チーム名を「アイシンティルマーレ」とし、碧南市とホームタウンパートナー協定を締結した。碧海エリアを中心とした社会貢献活動をすることを宣言し、以降、社会貢献活動を続けている。
2019年10月、2020-21シーズンV.LEAGUEライセンスのS3ライセンス取得が発表され、2020-21シーズンからのV.LEAGUE DIVISION3参戦が確定した。
2020-21シーズン、Vリーグ1シーズン目となるはずだったが、新型コロナウイルス感染症流行の影響を考慮して、V3リーグ出場を辞退。
2021-22シーズン、翌2022-23シーズンのS2ライセンスを取得した。そして、Vリーグ1シーズン目にしてV3リーグ優勝を果たし、V2昇格をかけたV・チャレンジマッチ（V2・V3入替戦）出場となった。愛知県同士の対決となったV・チャレンジマッチでは、V2・10位のトヨタ自動車サンホークスに2試合連続でストレート勝ちし、V2昇格を確定させた。
2022-23シーズン、V2の1年目にして17勝9敗で4位の成績を挙げた。
2024年、新Vリーグ移行に伴いチーム名を「アイシンティルマーレ碧南」に変更。ホームゲームの大半を碧南臨海体育館で実施する。

## 成績

### 主な成績
V.LEAGUE DIVISION2 MEN
- 優勝なし
- 準優勝なし

V.LEAGUE DIVISION3 MEN
- 優勝 1回 (2021-22)
- 準優勝なし

黒鷲旗全日本選手権
- 優勝なし
- 準優勝なし

### 年度別成績

#### V.LEAGUE (2018-2024)
| 所属      | 年度    | 最終 順位 | 参加 チーム数 | レギュラーラウンド | レギュラーラウンド | レギュラーラウンド | レギュラーラウンド | ポストシーズン | ポストシーズン | ポストシーズン | 備考            |
| 所属      | 年度    | 最終 順位 | 参加 チーム数 | 順位               | 試合               | 勝                 | 敗                 | 試合           | 勝             | 敗             | 備考            |
| --------- | ------- | --------- | ------------- | ------------------ | ------------------ | ------------------ | ------------------ | -------------- | -------------- | -------------- | --------------- |
| DIVISION3 | 2020-21 | -         | 4チーム       | 出場辞退           | 出場辞退           | 出場辞退           | 出場辞退           | -              | -              | -              |                 |
| DIVISION3 | 2021-22 | 優勝      | 4チーム       | 1位                | 15                 | 13                 | 2                  | -              | -              | -              | 不戦勝2を含む。 |
| DIVISION2 | 2022-23 | 4位       | 10チーム      | 4位                | 26                 | 17                 | 9                  | -              | -              | -              |                 |

#### SV.LEAGUE / V.LEAGUE
| 所属     | 年度    | 最終 順位 | 参加 チーム数       | レギュラーラウンド | レギュラーラウンド | レギュラーラウンド | レギュラーラウンド | ポストシーズン | ポストシーズン | ポストシーズン | 備考 |
| 所属     | 年度    | 最終 順位 | 参加 チーム数       | 順位               | 試合               | 勝                 | 敗                 | 試合           | 勝             | 敗             | 備考 |
| -------- | ------- | --------- | ------------------- | ------------------ | ------------------ | ------------------ | ------------------ | -------------- | -------------- | -------------- | ---- |
| V.LEAGUE | 2024-25 | 5位       | 10チーム （西地区） | 3位                | 28                 | 21                 | 7                  | -              | -              | -              |      |

## 選手・スタッフ(2025-26)

### 選手
| 背番号                                                                           | 名前     | シャツネーム | 生年月日（年齢）      | 身長 | 国籍 | Pos | 在籍年  | 前所属           | 備考 |
| -------------------------------------------------------------------------------- | -------- | ------------ | --------------------- | ---- | ---- | --- | ------- | ---------------- | ---- |
| 1                                                                                | 滝沢優樹 | TAKIZAWA     | 1994年3月6日（31歳）  | 177  | 日本 | OH  | 2016年- | 岐阜経済大学     |      |
| 2                                                                                | 加藤遥太 | KATO         | 2002年1月3日（23歳）  | 185  | 日本 | OH  | 2024年- | 愛知大学         |      |
| 3                                                                                | 水野将司 | MIZUNO       | 1997年5月28日（28歳） | 186  | 日本 | MB  | 2020年- | 中央大学         |      |
| 4                                                                                | 斎藤総人 | SAITO        | 1997年8月23日（27歳） | 182  | 日本 | OH  | 2020年- | 中央大学         |      |
| 5                                                                                | 草野真輔 | KUSANO       | 2002年7月6日（23歳）  | 187  | 日本 | OP  | 2024年- | 長崎国際大学     | 新人 |
| 6                                                                                | 新保遥己 | SHIMBO       | 1997年6月12日（28歳） | 187  | 日本 | OP  | 2021年- | 小松工業高校     |      |
| 7                                                                                | 笹本陽   | SASAMOTO     | 2001年3月4日（24歳）  | 183  | 日本 | S   | 2023年- | 中央大学         |      |
| 8                                                                                | 安田剛   | YASUDA       | 1997年4月16日（28歳） | 170  | 日本 | L   | 2016年- | 大同大学大同高校 |      |
| 9                                                                                | 吉井智哉 | YOSHII       | 2002年5月4日（23歳）  | 188  | 日本 | MB  | 2024年- | 日本体育大学     | 新人 |
| 10                                                                               | 田中夏希 | TANAKA       | 2002年7月28日（23歳） | 175  | 日本 | S   | 2024年- | 東京学芸大学     | 新人 |
| 11                                                                               | 岡森怜夢 | OKAMORI      | 1998年4月11日（27歳） | 188  | 日本 | OH  | 2021年- | 愛知学院大学     | 主将 |
| 12                                                                               | 山本涼   | RYO          | 2001年11月9日（23歳） | 163  | 日本 | L   | 2024年- | 中央大学         |      |
| 14                                                                               | 佐藤篤裕 | ATSUHIRO     | 2001年1月19日（24歳） | 178  | 日本 | OP  | 2023年- | 中央大学         |      |
| 15                                                                               | 杉本峻作 | SUGIMOTO     | 1994年8月21日（30歳） | 180  | 日本 | S   | 2017年- | 大阪産業大学     |      |
| 16                                                                               | 及川慶人 | OIKAWA       | 2002年7月8日（23歳）  | 177  | 日本 | OH  | 2024年- | 仙台大学         | 新人 |
| 17                                                                               | 過足幸司 | YOGIASHI     | 1994年7月7日（31歳）  | 186  | 日本 | MB  | 2020年- | 金沢大学         |      |
| 19                                                                               | 宮田崇史 | MIYATA       | 2007年1月25日（18歳） | 177  | 日本 | OH  | 2025年- | 豊橋中央高校     | 新人 |
| 20                                                                               | 櫻井翔馬 | SAKURAI      | 2002年7月11日（23歳） | 190  | 日本 | MB  | 2021年- | 深谷高校         |      |
| 出典：チーム新体制リリース チーム公式サイト Vリーグ公式サイト 更新：2025年6月7日 |          |              |                       |      |      |     |         |                  |      |

### スタッフ
| 役職                                                                              | 名前       | 備考 |
| --------------------------------------------------------------------------------- | ---------- | ---- |
| 顧問                                                                              | 鈴木文彦   |      |
| 部長                                                                              | 種子田彰哉 |      |
| ゼネラルマネージャー                                                              | 磯貝敏春   |      |
| ヘッドコーチ                                                                      | 長嶋彰     |      |
| チーフマネージャー                                                                | 鈴木康平   |      |
| マネージャー                                                                      | 鈴木奨平   |      |
| トレーナー                                                                        | 丸山浩司   |      |
| アナリスト                                                                        | 亀山優汰   |      |
| ユースチームスタッフ                                                              | 畦原剛     |      |
| ユースチームスタッフ                                                              | 岡野花     |      |
| ホームゲームスタッフ                                                              | 田桑翔吾   |      |
| 総務・広報                                                                        | 石川彩     |      |
| 出典：チーム新体制リリース チーム公式サイト Vリーグ公式サイト 更新：2024年8月16日 |            |      |

## アンダーカテゴリー
U14女子チームの「Tealmare Jr. OCEANWINS」を運営している。
2025年のリーグ年間表彰において最優秀育成クラブ賞を受賞した。